# Jacob Kurz von Senftenau
Jacob Kurz von Senftenau (Tirolo, 1554 – Praga, 11 marzo 1594) è stato un diplomatico e giurista austriaco, cancelliere dell'Imperatore Rodolfo II d'Asburgo.

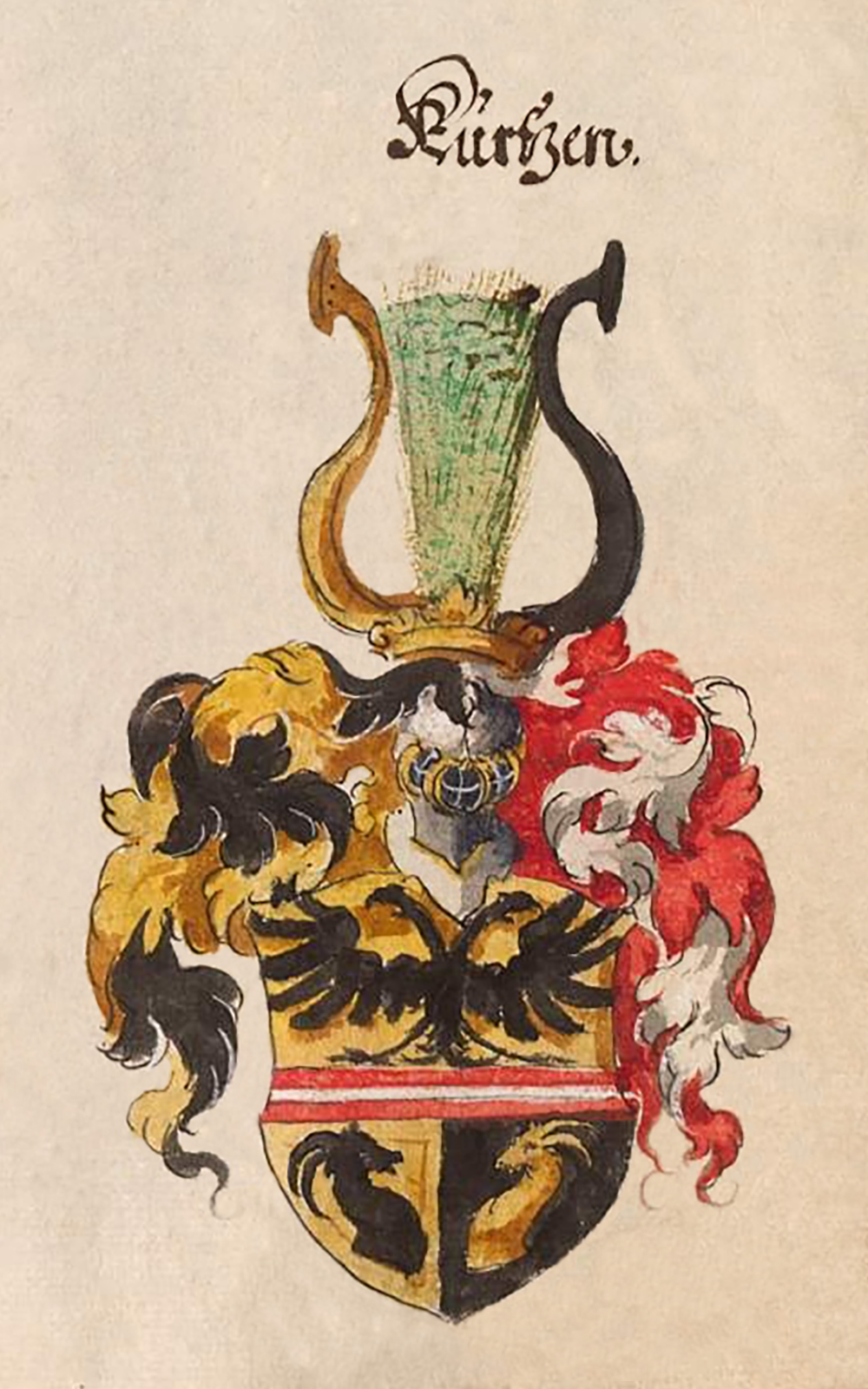
Stemma di famiglia

Originario del Tirolo, proveniva da una famiglia di signori di Senftenau e Dobbiaco, nobile e molto ricca, della quale numerosi appartenenti avevano occupato alte posizioni governative per gli Asburgo durante il XVI e il XVII secolo: Senftenau è il nome di un castello acquistato dal padre di Jacob a Lindau, in Baviera.

## Biografia

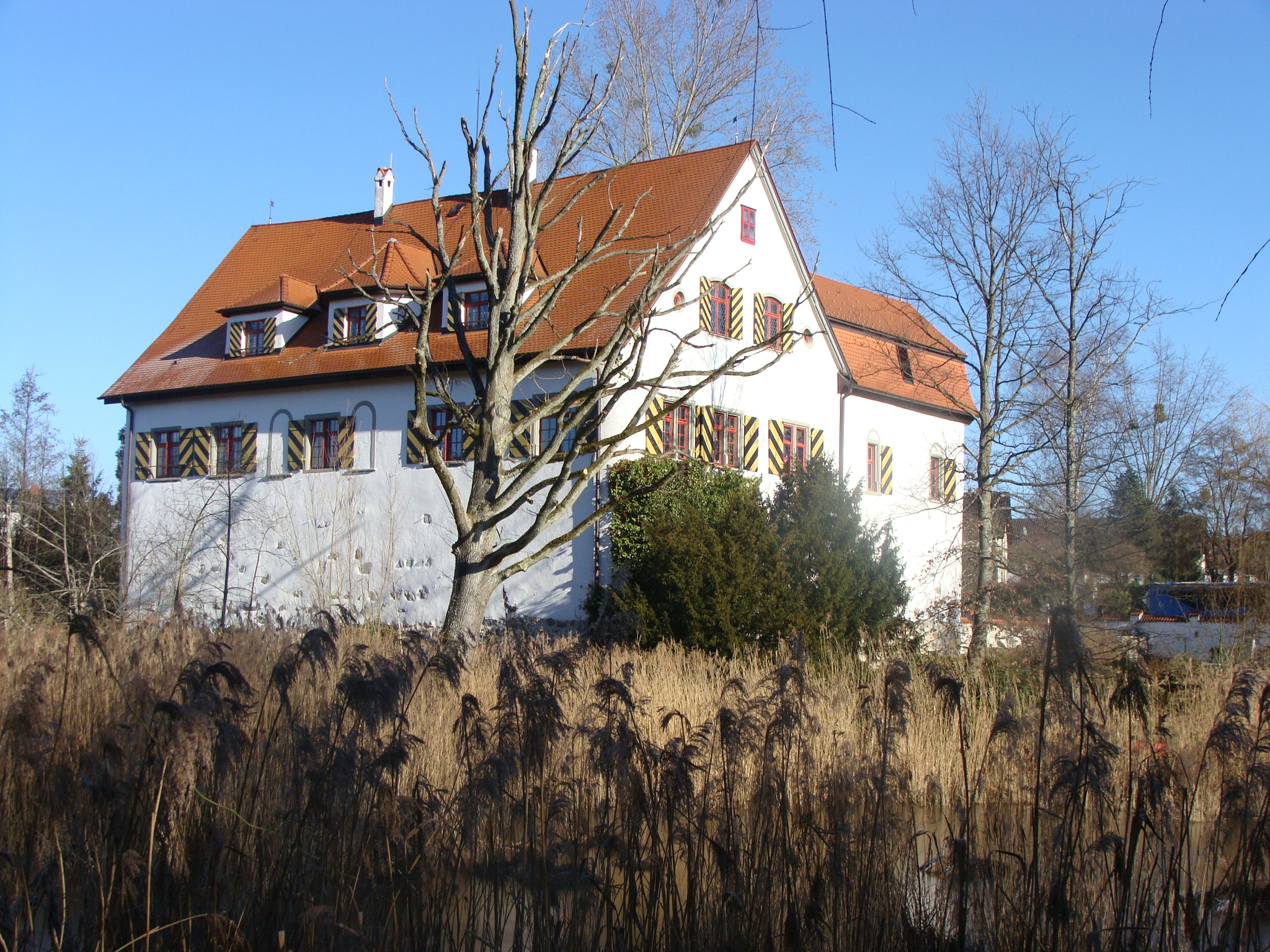
Castello dei Kurz a Lindau (Lago di Costanza)

L'educazione di Kurz comprese le scienze naturali, e si concluse con gli studi in Giurisprudenza a Siena e la laurea a Bologna.
Dal 1579 al 1586 entrò in servizio al Reichshofrat di Vienna, e, dal 1585 al 1594, membro del Geheimrat, organo consultivo del monarca, che raccoglieva i più alti gradi della nobiltà del Sacro Romano Impero sui temi della legislazione e degli affari di Stato. In tale modo divenne consigliere privato dell'imperatore Rodolfo II, che già nel 1582, l'imperatore lo inviò come legato dal principe elettore di Colonia, Gebhard Truchsess von Waldburg, per chiedergli se riteneva giusto conservare lo stato di principe elettore, pur avendo abbandonato la fede cattolica. Il principe di Colonia rispose in modo evasivo, inviando poi uno scritto che confermava la sua separazione dalla Chiesa cattolica.
Dal 1587 al 1593 rivestì ufficialmente il ruolo di Reichsvizekanzler Amtsverwalter (direttore dell'ufficio di Protocancelliere Imperiale) e, solo negli ultimi due anni di vita, dal 1593 al 1594, come Reichsvizekanzler (cancelliere imperiale).
A Praga tenne i contatti fra gli intellettuali e la corte, interessandosi di letteratura, scienze naturali e dispositivi astronomici. Introdusse all'imperatore l'umanista Nicodemus Frischlin e, in modo particolare, l'astronomo Tycho Brahe, che per lui progettò un quadrante. Soggiornò per un periodo nella sua residenza estiva, nella quale si recò anche Giovanni Keplero
Kurz aveva trasferito i diritti della prelatura di Stiria per la somma di 12.500 fiorini olandesi. 
Dopo la morte di Kurz, l'arciduca Mattia istruì i suoi membri a destinare le tasse correnti al ripianamento del debito per tale proprietà alla vedova.
Nel 1581 sposò Ursula Weber nel 1581, dalla quale ebbe Johann Baptist Jacob Kurz von Senftenau, primo ambasciatore nell'impero ottomano che in seguito si unirà all'ordine dei Gesuiti.
Come alto dignitario di corte, Kurz possedeva una lussuosa abitazione vicino al Castello di Praga, ultimata nel 1590  Jacob Kurz morì qui nel 1594 a causa di un'epidemia di vaiolo, la stessa che un ventennio prima aveva lasciato menomata la vista e le mani del giovane Keplero. Nel 1594, mentre Brahe venne chiamato a Praga nel 1594 e gli fu offerta la casa di Kurz in cui vivere, Keplero divenne professore a La Graz per essere poi nominato assistente di Brache a partire dal nuovo secolo. Nel 1601 Brache morì in questa dimora, che fu in seguito occupata da Keplero.
Le spoglie di Kurz riposano nella Chiesa di san Tommaso in via Josefská, a Praga.